# سید حسین سیدزاده
سید حسین سیدزاده (زادهٔ ۱۳۳۵ در گله‌بان) نمایندهٔ حوزهٔ انتخابیهٔ مرند و جلفا در دورهٔ پنجم مجلس شورای اسلامی بوده‌است.